# Městská brána

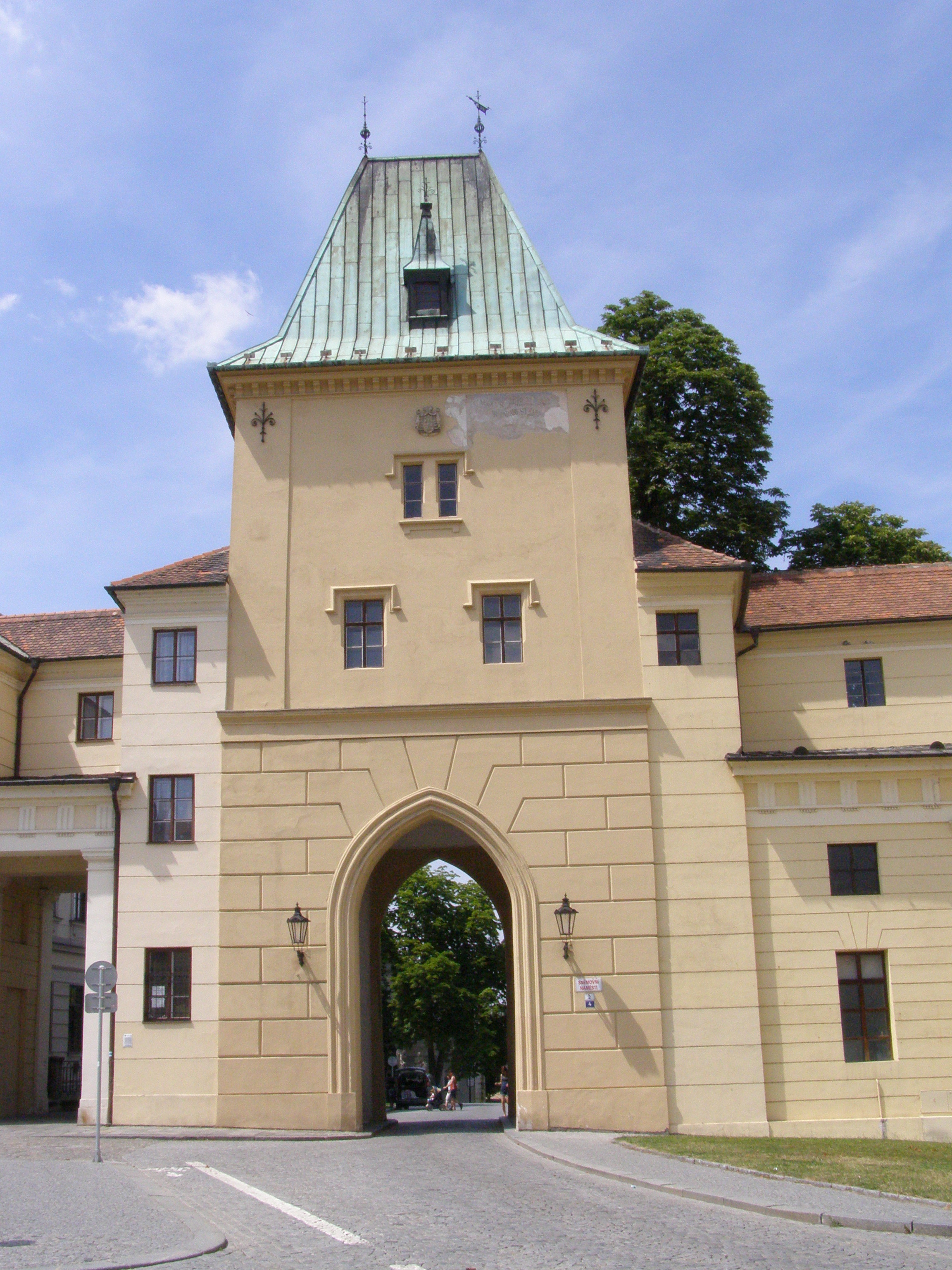
Mlýnská brána v Kroměříži

Městská brána je brána, kterou se vstupovalo do měst. Bývala používána zejména ve středověku, kdy se kolem měst budovala hradební opevnění. Městské brány byly jedinou cestou, kudy bylo možno vstoupit do města či z něj vyjít. Některé městské brány byly opatřeny barbakány, často byly nepřetržitě střeženy a na noc se zavíraly. V Česku patří mezi nejznámější brány např. Prašná brána v Praze.